# Bruno Kahane
Stefan Bruno „Kail“ Kahane (* 12. Juli 1909 in Wien; † 24. Juni 1994 in Baltimore, Maryland) war ein österreichischer Eishockeytorwart, der 1938 in die Vereinigten Staaten auswanderte und 1944 die US-amerikanische Staatsbürgerschaft erhielt.

## Karriere
Während seiner gesamten Spielerkarriere spielte Bruno Kahane für den Wiener AC.
International spielte er für die österreichische Eishockeynationalmannschaft bei der Eishockey-Weltmeisterschaft 1931, bei der die Mannschaft den Europameistertitel und zugleich die Bronzemedaille gewann.
Kahane war jüdischen Ursprungs, verließ Österreich mit seiner Familie nach dem Anschluss Österreichs an das Deutsche Reich und erreichte im Juli 1938 New York City. Dort arbeitete er Anfang der 1940er Jahre als Fotograf. Später zog er nach Baltimore, wurde im Juli 1944 US-amerikanischer Staatsbürger und änderte seinen Namen in Stephen Bruno Kahane.